# Tableau-reliquaire de la Vraie Croix et couvercle à glissière
Le Tableau-reliquaire de la Vraie Croix et couvercle à glissière est une staurothèque (reliquaire de la Vraie Croix) réalisée à Byzance au XIe siècle et conservée au musée du Louvre. Il provient de l'ancienne collection de Victor Martin Le Roy (1842-1918).

## Description
La plaque intérieure, bordée d’une fine frise de palmettes stylisées, en argent doré, repoussé et gravé, est byzantine. De part et d’autre de la logette au centre en forme de croix latine se tiennent la Vierge et saint Jean. L'encadrement et couvercle sont l’œuvre d'un orfèvre de la vallée de la Meuse, vers 1160-1170.
Les techniques employées sont l'argent doré, les émaux champlevés sur cuivre doré, ainsi que du vernis brun.